# Munāfiq
Munāfiq (arabisch منافق, Plural munāfiqūn) ist ein islamischer Begriff, der einen religiösen Heuchler bezeichnet, also jemanden, der äußerlich den Islam praktiziert, während er im Inneren seinen Unglauben (Kufr) verbirgt, möglicherweise auch unwissentlich. Die Heuchelei wird im Islam Nifāq genannt.
Der Ausdruck munāfiq ist im Arabischen, Bengalischen und Urdu hauptsächlich ein nichtreligiöser Begriff, der sich auf eine Person bezieht, deren Handlung im Unterschied bzw. im Gegensatz zu ihren Gedanken steht, die sie verschweigt. Die Sure 63 des Korans al-Munāfiqūn ist nach den Heuchlern benannt und beschreibt Personen, die das Glaubensbekenntnis als bloßes Lippenbekenntnis aussprechen:

„Wenn die Heuchler zu dir kommen, sagen sie: ‚Wir bezeugen, daß du der Gesandte Gottes bist.‘ Du bist sein Gesandter, weiß Gott! Aber (sie tun nur so, als ob sie es glauben würden.) Gott bezeugt, daß die Heuchler lügen.“

Im Koran gibt es zahlreiche Āyāt (Verse), die sich mit den munāfiqūn auseinandersetzen. Sie besagen, dass diese Heuchler für Muslime gefährlicher seien als die schlimmsten nichtmuslimischen Feinde des Islam. Im Koran steht:

„Die Heuchler befinden sich (dereinst) auf dem untersten Grund des Höllenfeuers, und du findest (dann) für sie keinen Helfer;“